# Leiben
Leiben là một thị xã thuộc huyện Melk trong bang Niederösterreich.